# Ronde van Californië 2011
De 6e editie van de Ronde van Californië, officieel de Amgen Tour of California, werd van 16 mei tot en met 22 mei 2011 verreden in de Amerikaanse staat Californië. De Ronde van Californië 2011 maakt deel uit van de UCI America Tour 2011.
Wegens de slechte weersomstandigheden (sneeuw) werd de eerste etappe, voorzien voor 15 mei afgelast en de tweede etappe ingekort.

## Deelnemende ploegen
Er namen 18 teams nemen deel aan deze editie. Elk team startte met 8 renners, wat het totaal aantal deelnemers bij aanvang op 144 bracht.
| UCI-World Tour-ploegen | UCI-World Tour-ploegen | Professionele continentale wielerploegen | Continentale wielerploegen      |
| Rabobank               | Saxo Bank-Sungard      | Unitedhealthcare Pro Cycling             | Bissell Pro Cycling             |
| BMC Racing Team        | Garmin-Cervélo         | Team Type 1                              | Jelly Belly presented by Kenda  |
| Team Leopard-Trek      | Sky ProCycling         | Team Spidertech                          | Kelly Benefit Strategies        |
| Team RadioShack        | Team HTC-High Road     | Team NetApp                              | Jamis-Sutter Home               |
| Liquigas-Cannondale    |                        |                                          | Kenda presented by Gear Grinder |

## Etappes en uitslagen
| 1e | 15 mei | South Lake Tahoe - North Lake Tahoe | 191 km   | Heuvelrit           | afgelast wegens weersomstandigheden | afgelast wegens weersomstandigheden | afgelast wegens weersomstandigheden | afgelast wegens weersomstandigheden |
| 2e | 16 mei | Nevada City - Sacramento            | 98 km    | Vlakke rit          | Ben Swift                           | Sky ProCycling                      |                                     |                                     |
| 3e | 17 mei | Auburn - Modesto                    | 196,2 km | Vlakke rit          | Gregory Henderson                   | Sky ProCycling                      |                                     |                                     |
| 4e | 18 mei | Livermore - San Jose                | 131,6 km | Bergrit             | Chris Horner                        | Team RadioShack                     |                                     |                                     |
| 5e | 19 mei | Monterey - Paso Robles              | 223,6 km | Heuvelrit           | Peter Sagan                         | Liquigas-Cannondale                 |                                     |                                     |
| 6e | 20 mei | Solvang                             | 24 km    | Individuele tijdrit | David Zabriskie                     | Team Garmin-Cervélo                 |                                     |                                     |
| 7e | 21 mei | Claremont - Mount Baldy             | 121,9 km | Bergrit             | Levi Leipheimer                     | Team RadioShack                     |                                     |                                     |
| 8e | 22 mei | Santa Clarita - Thousand Oaks       | 129,1 km | Heuvelrit           | Matthew Goss                        | Team HTC-High Road                  |                                     |                                     |

## Eindklassementen
| Plaats    | Naam                  | Ploeg              | Tijd      |
| --------- | --------------------- | ------------------ | --------- |
| Gele trui | Chris Horner          | Team RadioShack    | 23u46'41" |
| 2         | Levi Leipheimer       | Team RadioShack    | + 38"     |
| 3         | Tom Danielson         | Garmin-Cervélo     | + 2'45"   |
| 4         | Christian Vande Velde | Garmin-Cervélo     | + 3'18"   |
| 5         | Tejay van Garderen    | Team HTC-High Road | + 3'23"   |
| 6         | Laurens ten Dam       | Rabobank           | + 3'26"   |
| 7         | Rory Sutherland       | Unitedhealthcare   | + 4'12"   |
| 8         | Andy Schleck          | Team Leopard-Trek  | + 4'33"   |
| 9         | Steve Morabito        | BMC Racing Team    | + 4'50"   |
| 10        | Ryder Hesjedal        | Garmin-Cervélo     | + 6'16"   |
|           |                       |                    |           |
| 61        | Johan Vansummeren     | Garmin-Cervélo     | + 38'43"  |

| Plaats | Ploeg           | Tijd      |
| ------ | --------------- | --------- |
|        | Garmin-Cervélo  | 71u29'37" |
| 2      | Team RadioShack | + 1'41"   |
| 3      | BMC Racing Team | + 13'03"  |

| Plaats      | Naam              | Ploeg               | Punten |
| ----------- | ----------------- | ------------------- | ------ |
| Groene trui | Peter Sagan       | Liquigas-Cannondale | 46     |
| 2           | Gregory Henderson | Sky ProCycling      | 25     |
| 3           | Ben Swift         | Sky ProCycling      | 25     |

| Plaats    | Naam            | Ploeg           | Punten |
| --------- | --------------- | --------------- | ------ |
| Rode trui | Pat McCarty     | Team Spidertech | 39     |
| 2         | Levi Leipheimer | Team RadioShack | 24     |
| 3         | Chris Horner    | Team RadioShack | 20     |

| Plaats     | Naam               | Ploeg              | Tijd      |
| ---------- | ------------------ | ------------------ | --------- |
| Witte trui | Tejay van Garderen | Team HTC-High Road | 23u50'04" |
| 2          | Andrew Talansky    | Garmin-Cervélo     | + 5'58"   |
| 3          | Rafał Majka        | Saxo Bank-Sungard  | + 14'20"  |

Mannen:
2006 · 
2007 · 
2008 · 
2009 · 
2010 · 
2011 · 
2012 · 
2013 · 
2014 ·
2015 ·
2016 ·
2017 ·
2018 ·
2019
Vrouwen:
2015 ·
2016 ·
2017 ·
2018 ·
2019